# 月 (星官)
月是中国古代星官之一，属于二十八宿西方七宿的昴宿，在昴宿星团之东，含1星，位于现代星座划分的金牛座。清代编成的《仪象考成》及《仪象考成续编》星表，月(星官)增加了一颗星。

## 所含恒星[1]
| 中國星名 | 現代星名 | 所屬星座 |
| -------- | -------- | -------- |
| 月       | 37 Tau   | 金牛座   |
| 月增一   | 39 Tau   | 金牛座   |